# اليخاندرو غونزاليس
اليخاندرو غونزاليس (بالإسبانية: Alejandro González Velázquez)‏ (و. 1719 – 1772 م) هو مهندس معماري، ورسام إسباني، ولد في مدريد، توفي في مدريد، عن عمر يناهز 53 عاماً.

## التعليم
تعلم في الأكاديمية الملكية للفنون الجميلة في سان فرناندو ‏
.